# Дотремер, Ребекка
Ребекка Дотремер (более правильная транскрипция фамилии — Ребекка Дотрмер, фр. Rébecca Dautremer, 20 августа 1971, Гап, Франция) — французская художница-график, мультипликатор и детский писатель. Средства массовой информации называют её одним из самых значительных и известных иллюстраторов детских книг нашего времени. К 2018 году её книги вышли тиражом более 2 000 000 экземпляров (только иллюстрированная художницей книга «Принцессы неизвестные и забытые» разошлась тиражом 300 000 экземпляров) на 21 языке.

## Биография
Ребекка Дотремер родилась в 1971 году во Франции в городе Гап. Отец её работал в столярной мастерской, мать была библиотекарем. В подростковом возрасте Ребекка заинтересовалась фотографией, графикой и дизайном. Она поступила на факультет графики в Национальную высшую школу декоративных искусств в Париже (фр. ENSAD), которую закончила в 1995 году. Издательство «Готье-Лангеро» искало художника для создания иллюстраций, книжек-раскрасок и наклеек. Будучи студенткой, Ребекка пришла с папкой эскизов и сразу получила работу. Вскоре она получила заказ проиллюстрировать первый альбом. В 2003 году писатель Филипп Лешермейер попросил Дотремер сделать иллюстрации к книге «Принцессы неизвестные и забытые» (фр. «Princesses oubliées ou inconnues»). Она отказалась (среди персонажей были неоднозначные персонажи: принцесса с бородой, принцессы — сиамские близнецы, одноглазая принцесса), но затем изменила своё решение. В ноябре 2004 года альбом был издан и получил широкую популярность. В 2014 году книга вышла в России в издательстве «Махаон».
Успехи чередовались с неудачами. За один из заказов Дотремер выплатили гонорар банками сардин. Она была разочарована работой с компанией Disney, где, по её мнению, «не слишком ценят авторские идеи». Более двадцати лет Дотремер работала по 16—17 часов в сутки. Однажды она поняла, что не успевает закончить крупный проект книги к сроку. Дотремер заявила издателю, что подготовит книгу в следующем году. Художница рассказывает, что с тех пор ощущает себя в отпуске.

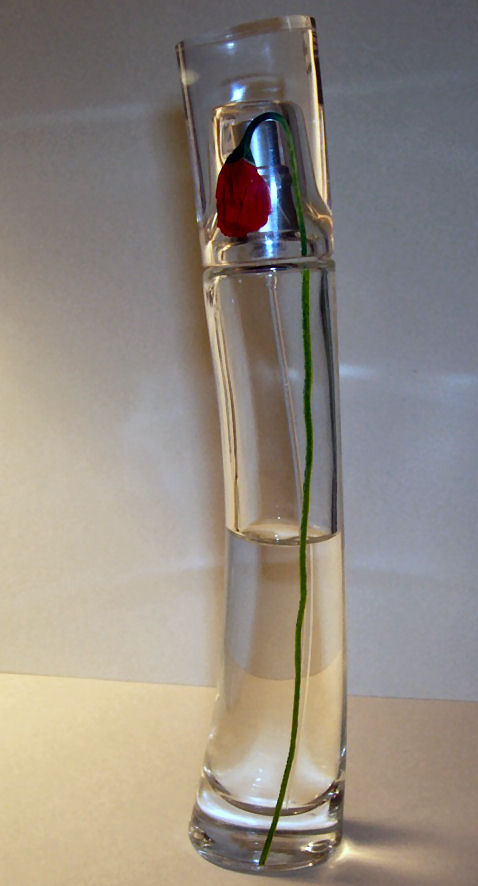
Ребекка Дотремер. Дизайн парфюмерии Flower by Kenzo

В ноябре 2010 года вышла книга «Алиса в стране чудес» Льюиса Кэрролла с иллюстрациями Ребекки Дотремер. Художница отказалась от широко распространённого диснеевского образа. Дотремер ориентировалась на фотографию прототипа Алисы — черноволосую девочку с чёлкой (некоторые художественные критики настаивали, что художница изобразила саму себя). В работе над иллюстрациями к адаптированной пьесе Эдмона Ростана «Сирано де Бержерак» Дотремер отказалась от воспроизведения стиля и костюмов барокко. По словам критика, её иллюстрации — смесь японских традиций и европейских кружев в футуристическом стиле, а знаменитый длинный нос главного героя покрыт татуировкой в стиле маори. Дотремер проводила исторические параллели между Сирано и японскими самураями. И те, и другие — наёмные солдаты с культом силы и чести. Но художница отмечала, что в основе её решения были всё же не исторические, а эстетические соображения. Сама художница так объясняла свой выбор:

«Настоящая причина очень несерьёзна: французские исторические костюмы мужчин XVII века очень смешные. Они носили широкие штаны и кружево везде. Я просто не хотела это рисовать. И так получилось, что за несколько дней до начала работы над книгой я пошла смотреть фильм — не очень хороший, кстати, но всё же — про восточные боевые искусства. И мне там очень понравились костюмы. Это был отличный способ передать благородный характер персонажей»— Ребекка Дотремер о работе художника и диалоге с публикой. Интервью с художницей Натальи Кочетковой
Остроумному адаптированному тексту Ростана, который сделал супруг художницы, соответствуют мрачные иллюстрации Ребекки Дотремер. После выхода книги театральная компания попросила автора переделать текст в пьесу. Она была поставлена в японской театральной традиции и пользовалась успехом.
Некоторое время Ребекка Дотремер вела занятия в Художественной школе имени Эмиля Коля (фр. L'école de dessin Émile Cohl) в Лионе.
В мае — июне 2015 года в залах Фабрики искусства Римини (итал. Fabbrica Arte Rimini), расположенной в Палаццо дель Подеста, прошла крупная выставка Ребекки Дотремер «Иллюстрированный мир» к юбилею книги «Алиса в стране чудес», которой в этом году исполнялось 150 лет. В 2016 году в Италии состоялась ещё одна крупная выставка работ художницы — «Маленькие чудеса Ребекки». Свыше шестидесяти стендов с иллюстрациями художницы к детским сказкам располагались вдоль выставочной дорожки, проходящей через музейные пространства и разделенной на четыре разных сектора. В обширном коридоре были также представлены иллюстрации художницы к роману Алессандро Барикко «Шёлк» и «Алисе в Стране чудес». Организаторы подготовили программу семинаров и экскурсий для детей и подростков.
В мае 2017 года Дотремер дала трёхдневный мастер-класс по иллюстрированию книг в Москве. При этом на родине, во Франции, Ребекка Дотремер не проводит мастер-классы из-за сомнения в своих способностях преподавателя.

## Особенности графического творчества
Ребекка Дотремер работает преимущественно с гуашью, которую наносит мелкими штрихами на бумагу. Она промасливает бумагу, чтобы уплотнить цвет. Рисунок художница обводит карандашом, после этого тонкими штрихами и мазками добивается нужных формы и цвета. В начале своей карьеры Дотремер пристально изучала иллюстрации других художников, позже вдохновение она стала искать в фотографиях. Дотремер уделяет большое внимание композиции и использует в иллюстрациях некоторые фотографические приёмы. Она считает, что не умеет работать с цветами, поэтому обычно рисует в красных тонах, уделяя внимание в первую очередь оттенкам и фону. Искусствоведы отмечают также влияние на её творчество кинематографа и фламандской живописи. Они относят её работы к сюрреализму.
Итальянский журналист отмечал, что Дотремер предпочитает открытые безмолвные и неземные пейзажи, наполненные тревогой, но внимание обычно концентрирует на человеческих фигурах, которые изображает крупным планом в сложном повороте. Каждая из её книг становится, по его мнению, поводом для новых экспериментов.
Начиная работу над книгой, художница делает большое число набросков, но никогда не сохраняет их. После этого она составляет дорожную карту. Наиболее важны в ней, по мнению художницы, ритм, сочетаемость кадров. Подготовив эскиз, Дотремер делает рисунок, сканирует его и подбирает цвета в фотошопе, что делает более быстрым процесс поиска цвета. После этого она натягивает рисунок на планшет и пишет окончательный вариант иллюстрации красками. Сама художница отмечает большую роль интуиции в своём творчестве и сравнивает его с процессом запечатления реального мира средствами кинематографа: «Я создаю свои рисунки, как если бы у меня была камера, я кружусь вокруг интерьера и персонажей и леплю пространство с помощью тени и света».
Художница отмечала, что её интересует в творчестве «игра со смыслами». Поэтому, например, она сочетает французские кружева эпохи барокко с костюмами японских самураев. По её словам, автор текста «делает свою работу, иллюстратор — свою». В результате совмещения их замыслов и интерпретаций получается «нечто третье».

## Литературное творчество
Первой книгой Дотремер, созданной в 2006 году, стала «La tortue géante des Galapagos». Текст представляет комментарий в сценках и диалогах к иллюстрациям, в которых животные переодеваются в других животных. Использован антураж театра с актёрами, афишами, фальшивыми биографиями и сплетнями. В 2011 году издательство «Готье-Лангеро» выпустило книгу «Маленький театр Ребекки». В этой книге присутствуют персонажи, которых в разное время создавала Дотремер. Иллюстрации сделаны с помощью лазерного принтера. Персонажи вырезаны из бумаги и образуют объёмные изображения.

## Работы в мультипликации
В 2009 году в качестве художника-постановщика, дизайнера и мультипликатора Дотремер приняла участие в съёмках мультфильма режиссёра Доминика Монфери «Керити, жилище сказок» (в англоязычных странах фильм в прокате получил название «Секрет Элеоноры», англ. «Eleanor's Secret»). Семилетнему мальчику после смерти тёти достаётся волшебная библиотека. Чтобы спасти своих маленьких друзей — героев иллюстраций к книгам, он должен прочитать магическую формулу. Выясняется, что мальчик не умеет читать. Чтобы выполнить свою миссию, ему придётся пережить много приключений. Мультфильм был представлен в конкурсной программе на Международном фестивале анимационных фильмов в Анси в 2010 году.
В 2014 году сообщалось, что Дотремер в качестве режиссёра работает над полнометражным мультфильмом «Майлз». Главный герой мультфильма — талантливый молодой гитарист. Со своими друзьями — возлюбленной Присциллой, десятилетним мальчиком Чейнсом и двуличным Полковником — он отправляется в Лас-Вегас, чтобы вступить в борьбу с владельцем компании Pronto Soda, производящей напитки, опасные для здоровья. Был представлен пилотный ролик будущего фильма.

## Фильмография
| Год                     | Название фильма                                                                                                 | Участие в съёмках                                        |
| ----------------------- | --- | -------------------------------------------------------- |
| 2009                    | «Керити, жилище сказок» (фр. Kérity, la maison des contes, Италия, Франция, режиссёр Доминик Монфери, 80 минут) | художник-постановщик, дизайнер, мультипликатор           |
| с 2014 (в производстве) | «Майлз» (фр. Miles, Люксембург, Франция, режиссёр Ребекка Дотремер, 80 минут)                                   | режиссёр, художник-постановщик, дизайнер, мультипликатор |

## Работа в сфере рекламы
Ребекка Дотремер сотрудничала в сфере рекламы с французским брендом одежды, обуви и других изделий класса «люкс» Kenzo, создав для него дизайн духов Flower by Kenzo.

## Личная жизнь

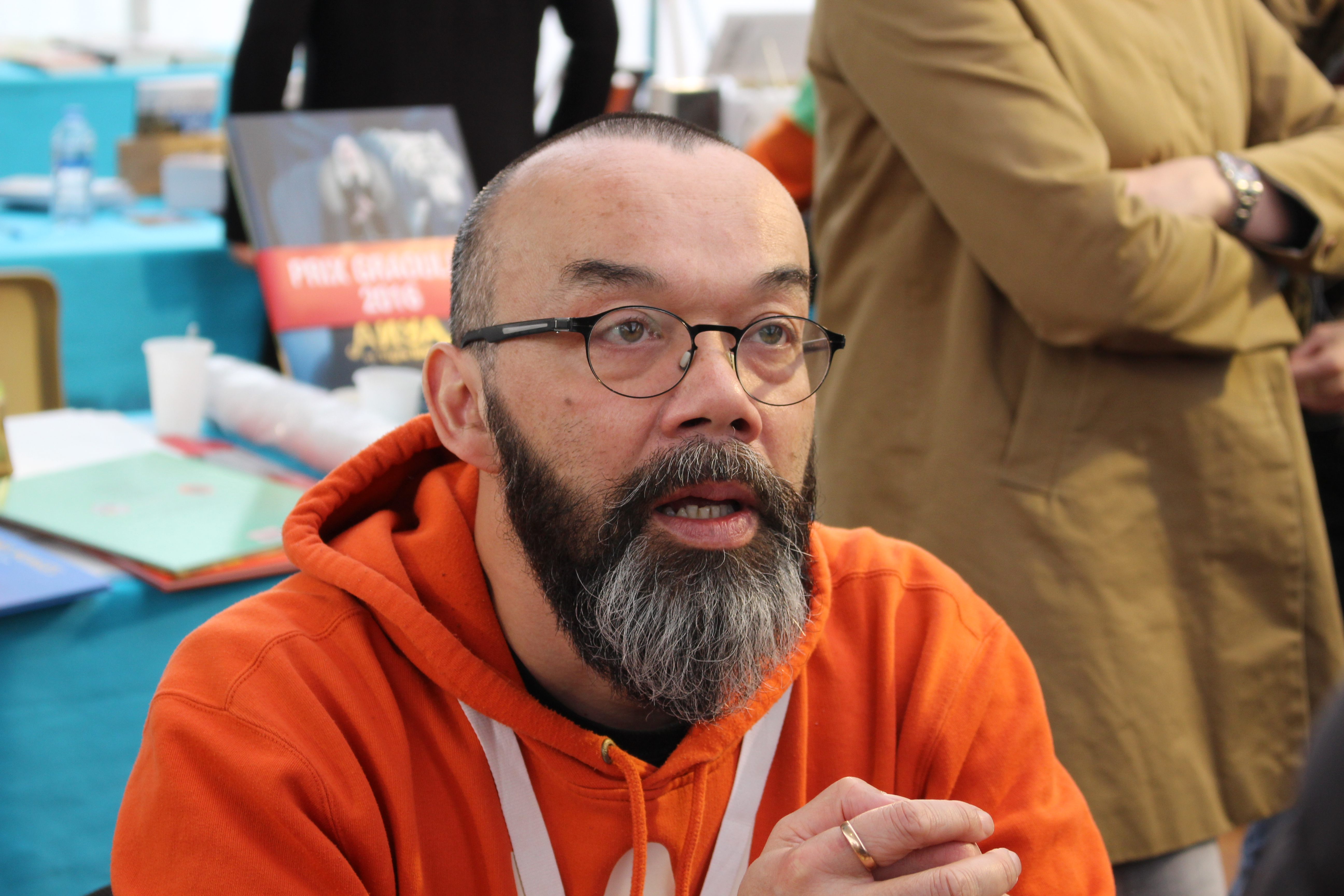
Тай Марк Ле Тан на Фестивале книги в Меце, 2016

Супруг Дотремер Тай Марк Ле Тан — автор книг для юношества, а по основной профессии — графический дизайнер. Для альбома иллюстраций Дотремер он написал адаптированный текст по мотивам пьесы Эдмона Ростана «Сирано де Бержерак». У супругов трое детей.

## Награды
- ''Prix Sorcières''[фр.] 2004. Ежегодная премия за лучшую книгу для юношества, вручена Ассоциацией библиотекарей Франции в категории «Лучший альбом» за книгу «Любовник»[3].
- Prix Paille en Queue 2010. Вручён Салоном юношеской книги Индийского океана за иллюстрации к книге «Элвис» Тая Марка Ле Тана[3].